# ’Patafizikai Társaság

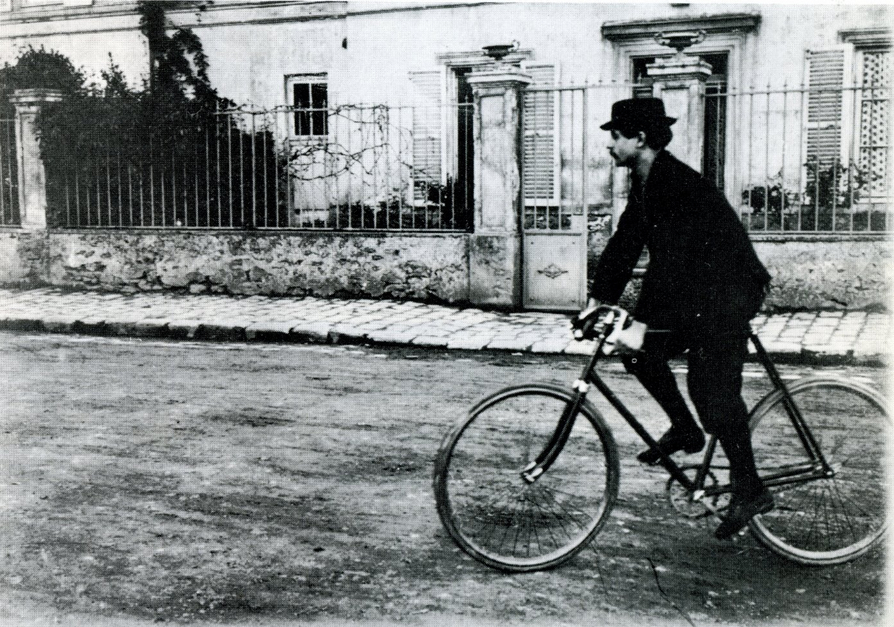
Alfred Jarry

A ’Patafizikai Társaságot (Collège de ’Pataphysique) 1948-ban alapították.

## Tagjai
A ’Patafizikai Társaság tagjai írók, festők, többek között: Raymond Queneau, Boris Vian, René Clair, Eugène Ionesco, Michel Leiris, Joan Miró, Pascal Pia, Jacques Prévert, Henri Salvador, Jean Genet, Marcel Duchamp, Maurits Cornelis Escher, Umberto Eco, René Clair, Jean Ferry, Philippe Dumarçay, Max Ernst...

## A ’patafizika fogalma
A ’patafizika – a Társaság tagjai szerint – elmélet és tudomány, állandó nyelvi és gondolati játék az abszurddal és a képzeletbelivel komolykodó, tréfásan bonyolult formák között.
Boris Vian, francia író például így határozta meg: „A ’patafizika egyik alapvető szabálya az Egyenértékűség törvénye. Talán ez magyarázza részünkről a komoly és a nem komoly közötti különbség elutasítását; számunkra ugyanis ez egy és ugyanaz a dolog, ez a ’patafizikus."
A ’Patafizikai Társaság alapművének tekinti Alfred Jarry Doktor Faustroll cselekedetei és véleményei című munkáját.

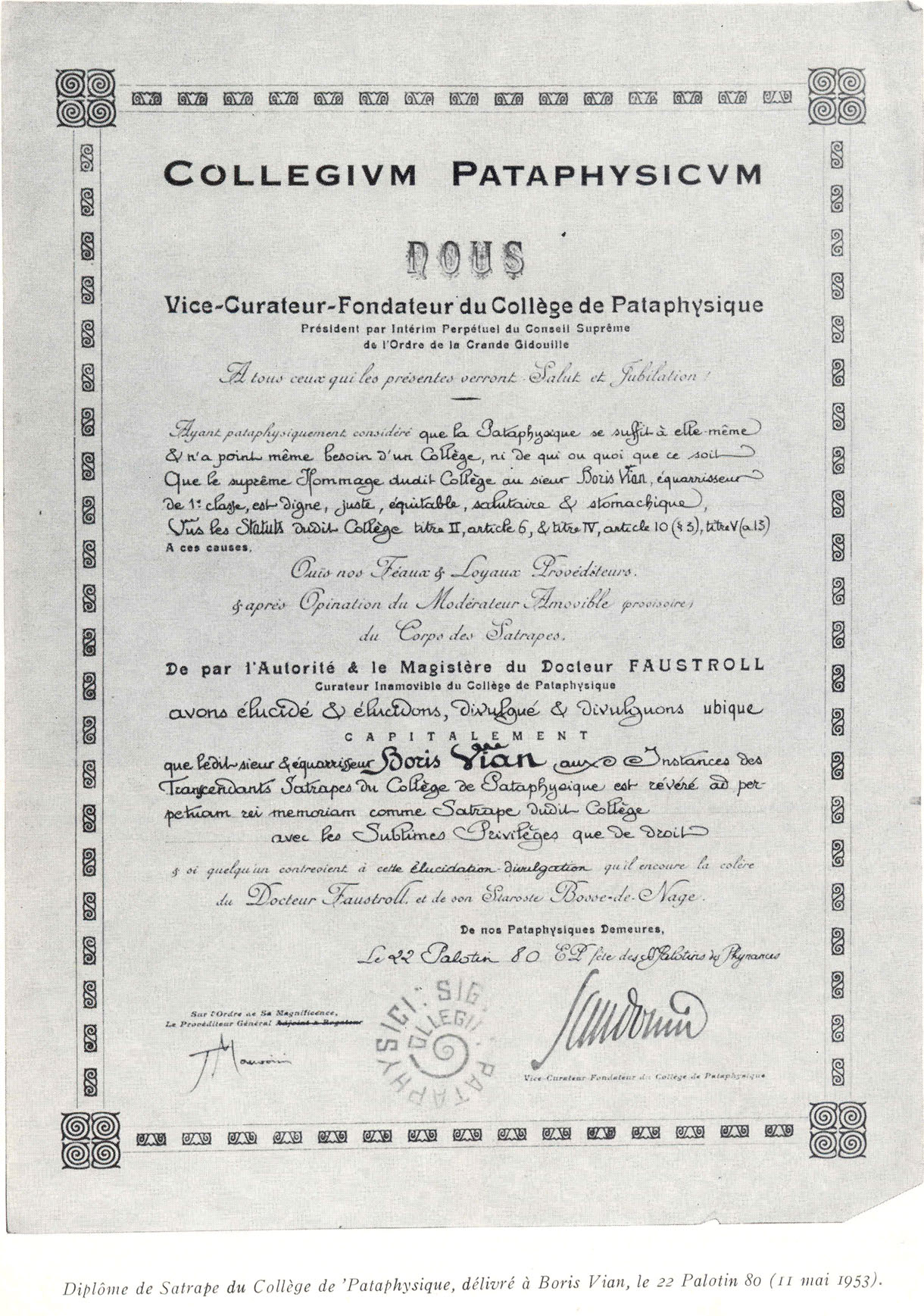
A Társaság Boris Viannak adott diplomája

„A patafizika – amelynek az etimológiáját úgy kell leírni, hogy έπι(μετά τά φυσικά), és amelynek a valódi helyesírása ’patafizika, azaz egy aposztrof előzi meg azért, hogy ne téveszthessük össze egy könnyű kis szójátékkal – annak a tudománya, ami a metafizikához járul hozzá, vagy magában véve, vagy magán kívül, és olyan távol jut a metafizikától, mint a metafizika a fizikától. És mivelhogy az epifenomén gyakran csupán akcidencia, a patafizika mindenekelőtt az egyedi tudománya lesz, még akkor is, ha általában azt mondják, hogy csak az általánosnak lehet tudománya.

A patafizikáról nem lehet lerántani a leplet, mert a patafizika maga a lepel.”

– Alfred Jarry: A patafizikus Faustroll doktor tettei és nézetei

### Magyarul
- Tillinger Péter: A 'Patafizika – Bevezetés a tudományok tudományába (266 o., 2021, tpm, Szentendre)

## Kapcsolódó szócikk
- Patafizika(wd)